# Oberems
Oberems es una comuna suiza del cantón del Valais, localizada en el distrito de Leuk. Limita al oeste y norte con la comuna de Unterems, al este con Ergisch, al sureste con Embd, Sankt Niklaus y Randa, al suroeste con Anniviers, y al oeste con Agarn.